# El Zapotal, Santiago Tuxtla
El Zapotal är en ort i Mexiko.   Den ligger i kommunen Santiago Tuxtla och delstaten Veracruz, i den sydöstra delen av landet, 400 km öster om huvudstaden Mexico City. El Zapotal ligger 49 meter över havet och antalet invånare är 601.
Terrängen runt El Zapotal är huvudsakligen platt. El Zapotal ligger uppe på en höjd. Runt El Zapotal är det ganska tätbefolkat, med 104 invånare per kvadratkilometer. Närmaste större samhälle är Francisco I. Madero, 5,8 km nordost om El Zapotal. Omgivningarna runt El Zapotal är en mosaik av jordbruksmark och naturlig växtlighet.